# Bosquerola embridada
La bosquerola embridada (Myiothlypis conspicillata) és un ocell de la família dels parúlids (Parulidae).

## Hàbitat i distribució
Habita la selva pluvial i vegetació secundària de la Sierra Nevada de Santa Marta, al nord de Colòmbia.